# 新格里戈里夫卡 (沃茲涅先斯克區)
47°30′34″N 31°25′40″E / 47.50944°N 31.42778°E
新格里戈里夫卡（烏克蘭語：Новогригорівка）是位於烏克蘭南部尼古拉耶夫州裏沃茲涅先斯克區的村莊，面積1.85平方公里，海拔高度42米，2001年人口1,039，人口密度每平方公里561.6人。